# حصار بروكسل
وقع حصار بروكسل بين يناير و21 مارس خلال حرب الخلافة النمساوية .قام جيش فرنسي تحت قيادة المارشال موريس ساكس بحاصر وأخذ مدينة بروكسل التي كانت آنذاك عاصمة هولندا النمساوية .
كان الفرنسيون مدفوعين بحقيقة أن الكثير من جيش الحلفاء أُجبر على العودة إلى بريطانيا حيث اندلعت انتفاضة اليعاقبة في عام 1745 وبعد أن حقق تشارلز إدوارد ستيوارت نصرًا مدويًا في معركة بريستونبانز . وبالتالي ، كان عدد قليل جدًا من القوات قادرًا على محاربة القوات الفرنسية . بعد أن اخترق الفرنسيون جدران بروكسل مرتين ، أجبر المدافعون النمساويون على استسلام في 22 فبراير بعد حصار ثلاثة أسابيع.
أُجبر حاكم هولندا النمساوية ، فينزيل أنتون فون كاونتس ريتبرج ، على نقل حكومته إلى أنتويرب إلى الشمال. غيّر الحصار وجهة نظره تجاه حلفاء النمسا ، وخاصة بريطانيا والمقاطعات المتحدة ، الذين اعتبرهم حماة لبروكسل. بعد عقد من الزمان ، أصبح كاونتس أحد المفاوضين من أجل التحالف الفرنسي النمساوي الذي ستتخلى فيه النمسا عن تحالفها السابق مع بريطانيا العظمى وتنضم إلى فرنسا .
تبع الاستيلاء على بروكسل الاستيلاء على مدن وحصون رئيسية أخرى في هولندا النمساوية ، بما في ذلك مونس ونامور . ظلت بروكسل تحت الاحتلال الفرنسي حتى عادت المدينة إلى النمسا بموجب معاهدة إيكس لا شابيل في عام 1748. في يناير 1749 أخلى الفرنسيون بروكسل.